# Rudolf Kersting
Rudolf Kersting (* 6. Februar 1938 in Goch) ist ein deutscher Jurist und Politiker (CDU).

## Leben
Nach der Schulzeit studierte Kersting in Bonn und Münster Rechtswissenschaften. In den Jahren 1966 bis 1971 war er bei einer Klever Anwaltskanzlei, der Bezirksregierung Düsseldorf und beim Kreis Kleve tätig. 1972 wurde er zum Kreisdirektor, 1989 zum Oberkreisdirektor ernannt. Im Zuge der Abschaffung der Doppelspitze in der nordrhein-westfälischen Kommunalverwaltung war Kersting von 1999 bis 2004 erster hauptamtlicher Landrat des Kreises Kleve.
Kersting trat 2004 in den Ruhestand. Sein Nachfolger wurde Wolfgang Spreen.
Er ist seit 1958 Mitglied der katholischen Studentenverbindung KDStV Bavaria Bonn im CV.